# Tebtynis

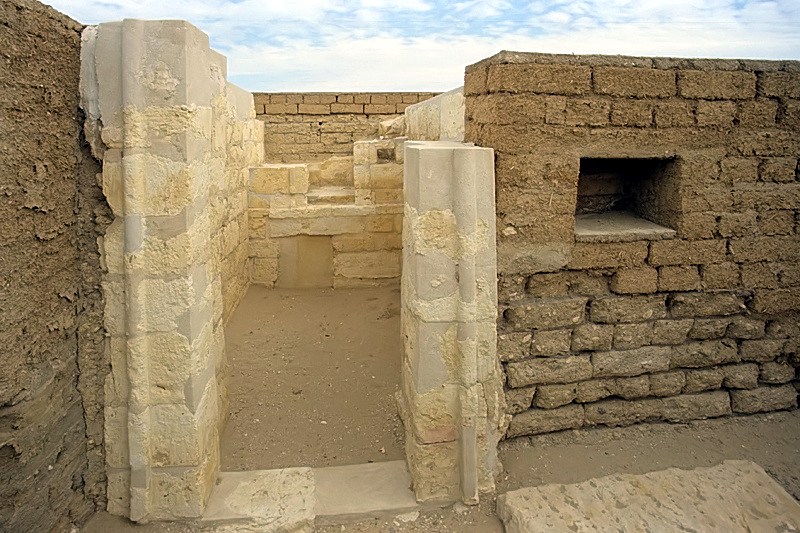
Kleiner Tempel

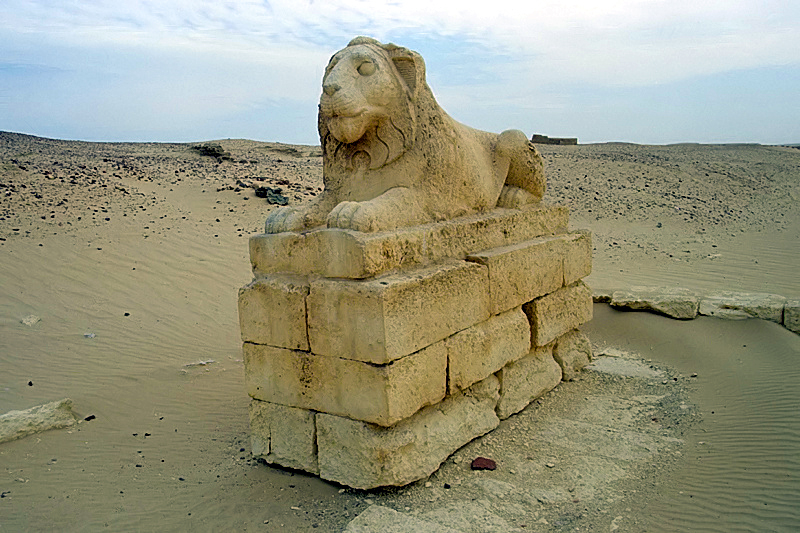
Prozessionsstraße

Tebtynis oder Tebtunis war eine Stadt im Alten Ägypten. Die moderne Ortschaft heißt Tell Umm el-Baragat und liegt im Gouvernement Al-Fayyum.

## Geschichte
Tebtynis wurde etwa 1800 v. Chr. von Amenemhet III. gegründet. Die Stadt blühte vor allem in der griechisch-römischen Periode.
Es wird vermutet, dass der noch in der römischen Kaiserzeit als „Tebynis“ bekannte Ort möglicherweise mit dem seit der Spätantike erwähnten Theodosiopolis identisch sein könne. Theodosiopolis gehörte in der Spätantike zur Provinz Arcadia und lag nördlich von Hermopolis Magna.
Das frühchristliche Bistum Theodosiopolis in Arcadia ist heute ein Titularbistum. Es gehörte der Kirchenprovinz Ossirinco (Oxyrhynchos) an und ist seit 1967 nicht mehr besetzt worden.

## Ausgrabungen und Papyrusfunde
Das Zentrum des Ortes ist der Tempel des Soknebtynis, d. h. des „Sobek, Herrn von Tebtynis“, der am südlichen Rand der Siedlung liegt. Vor dem Naos liegt ein kleiner Hof. Die Anlage ist von einer Umfassungsmauer umgeben, die auch weitere Gebäude, darunter einen kleinen Nebentempel und zahlreiche Priesterzellen einschließt. Vor dem Eingang befindet sich das Vestibül, zu dem ein geknickter Dromos mit zwei Kiosken führt.
Die ersten Ausgrabungen an diesem Ort wurden 1899/1900 durch die beiden englischen Papyrologen B. P. Grenfell und A. S. Hunt durchgeführt. Sie legten Teile des Soknebtynis-Tempels und der umliegenden Siedlung frei, wobei sie zahlreiche griechische und demotische Papyri – das eigentliche Ziel ihrer Grabungen – fanden. Außerdem entdeckten sie in der Nekropole eine größere Zahl von Krokodilbestattungen, wobei in den Mumienhüllen weitere griechische Papyri gefunden wurden. Den Bestattungen beigegeben waren wahrscheinlich mehrere demotische Kultgenossenschaftssatzungen. Ferner wurden viele vergleichsweise bescheidene Gräber gefunden. Die Mumien der Bewohner von Tebtynis waren mit Kartonagemasken und -auflagen bedeckt, aus denen später zahlreiche weitere Papyri gewonnen werden konnten.
Bei der Fundaufteilung kamen die meisten demotischen Papyri nach Kairo, die griechischen und die noch in den Kartonagen steckenden dagegen zunächst zur Bearbeitung nach Oxford und später – nach dem Tod von Grenfell und Hunt – in die Bancroft Library der University of California; die letzten zuvor übersehenen Kisten sind erst vor kurzem dort eingetroffen. Mit der Auswertung dieser Tebtunis-Papyri befasst sich das 2000 gegründete Center for the Tebtunis Papyri (CTP).
Die Tebtynis-Papyri in anderen Museen, insbesondere im British Museum in London, in der Papyrus Collection der University of Michigan und der Papyrus Carlsberg Collection in Kopenhagen, stammen aus Raubgrabungen durch Einheimische; sie sind aus dem Kunsthandel erworben worden. Im British Museum befinden sich u. a. etwa 50 teils fragmentarische demotische Hierodulie-Urkunden. An der University of Michigan werden u. a. große Teile des Archivs des Kronion, Sohnes des Apion, des Grapheionvorstehers von Tebtynis aufbewahrt. Nach Kopenhagen gelangten dagegen vor allem literarische Texte in demotischer wie hieratischer Schrift. Sie stammen sicher aus der Bibliothek des Soknebtynis-Tempels.

## Religion und Priester in griechisch-römischer Zeit
Anhand der in Tebtynis gefundenen Papyri lassen sich interessante Einblicke in das Leben der lokalen Bevölkerung gewinnen, insbesondere hinsichtlich des Alltags der Priester des Sobek-Kultes. Aus Tebtynis stammt z. B. ein Schlüsseltext zum Verständnis der Bodenreform in Ägypten zu Beginn der römischen Herrschaft: Mit dem praefectus Aegypti P. Petronius handelten die Priester des Soknebtynistempels um 24–22 v. Chr. aus, dass ein Teil des Landbesitzes des Tempels in Staatsland umgewandelt wurde. Im Gegenzug erhielten die Priester und ihre Nachkommen das Vorrecht auf die Pacht einer bestimmten Fläche dieses ehemaligen Tempellandes. Dargelegt werden diese Sachverhalte in einer Petition aus dem Jahr 71/72, die die Priester des Soknebtynis an den praefectus Aegypti richteten, weil sie sich mit einem Lokalbeamten im Streit über die Besteuerung der Ländereien befanden.
Aus einer anderen Gruppe Papyri ist zu ersehen, dass der amtierende Prophet des Soknebtynistempels (qua Amtes der Leiter der Kulthandlungen des Tempels) in den 120er Jahren zeitgleich die Prophetie eines Sobek-Heiligtums im mittelägyptischen Akoris bekleidete – gut 100 km von Tebtynis entfernt.
Eine Besonderheit der lokalen Mythologie in griechisch-römischer Zeit war die Gleichsetzung des griechischen Gottes Kronos mit dem ägyptischen Gott Geb, die sich einerseits in der Ikonografie äußerte, in der Geb als Mensch mit Attributen des Kronos bzw. Kronos mit Attributen des Geb dargestellt wurde. Andererseits wiesen sich die Priester des Haupttempels in griechischen Texten als Priester des „Soknebtynis-Geb“, in griechischen Texten aber als Priester des „Soknebtynis-Kronos“ aus. In der lokalen Bevölkerung waren zudem neben ägyptischen Namen, die sich auf den Gott Geb bezogen, auch griechische Namen beliebt, die von dem Namen Kronos hergeleitet waren, insbesondere „Kronion“.